# Кашменская, Ольга Вадимовна
Ольга Вадимовна Кашменская (1924—2015) — советский и российский учёный-геолог, специалист в области геоморфологии, доктор географических наук (1982). Лауреат Государственной премии СССР в области науки и техники (1978).

## Биография
Родилась 24 сентября 1924 года в Волгограде в семье военного врача-хирурга Вадима Фёдоровича и учителя Марии Ивановны Кашменских.
22 июня 1941 года после начала Великой Отечественной войны были направлены на фронт отец и старший брат О. В. Кашменской.
С 1943 года О. В. Кашменская после окончания параллельно с учёбой в десятом классе средней школы, семимесячных курсов медсестёр добровольно записалась в ряды РККА и была направлена в действующую армию. С 1943 года участник Великой Отечественной войны — сержант медицинской службы, медсестра и санитарный инструктор 367-го армейского пушечного артиллерийского полка 59-й армии на Волховском фронте. С 1943 по 1944 годы — медсестра в хирургическом подвижном полевом госпитале № 745 при 59 армии  на Волховском и  Ленинградском фронтах. С 1944 по 1945 годы — медсестра 44-го отдельного медицинского санитарного батальона 224-й стрелковой дивизии 23-й армии Ленинградского фронта, вместе с дивизией участвовала в операция по освобождению Прибалтики и Финляндии. В 1945 году после окончания войны О. В. Кашменская была демобилизована из Красной армии в звании сержанта медицинской службы.
С 1945 по 1950 годы О. В. Кашменская проходила обучение на геологическом факультете Ленинградского государственного университета.
С 1950 по 1956 годы работала начальником геологоразведочной партии при Главном управлении «Дальстрой». С 1956 по 1958 годы обучалась в  аспирантуре ВНИИ геологии МГ СССР. В 1958 году  защитила кандидатскую диссертацию.
С 1958 по 2002 годы О. В. Кашменская работала — младшим, старшим и ведущим научным сотрудником в Институте геологии и минералогии СО АН СССР — РАН. В 1982 году защитила докторскую диссертацию.
В 1978 году «за 15-томную монографию «История развития рельефа Сибири и Дальнего Востока» (1964—1976)» О. В. Кашменская была удостоена — Государственной премии СССР.
С 2002 года ушла на пенсию.
Умерла 8 января 2015 года в Новосибирске. Похоронена на Южном кладбище (квартал 16).

## Основные работы
- Кашменская О. В. Геоморфологический анализ при поисках россыпей : (На примере Эльгин. золотоносного района в верховьях реки Индигирки) / О. В. Кашменская, З. М. Хворостова ; Акад. наук СССР. Сиб. отд-ние. Ин-т геологии и геофизики. - Новосибирск :  1965 г. — 167 с.
- Кашменская О. В. Геоморфология бассейна верховьев реки Колымы  / Отв. ред. канд. геол.-мин. наук О. В. Кашменская ; Ред. канд. геол.-мин. наук С. Л. Троицкий ; АН СССР. Сиб. отд-ние. Ин-т геологии и геофизики. - Новосибирск : "Наука", Новосиб. отд-ние, 1970 г. — 197 с.
- Кашменская О. В. Поверхности выравнивания гор Сибири : Материалы к IX Пленуму Геоморфол. комис. АН СССР / Отв. ред. канд. геол.-мин. наук О. В. Кашменская ; АН СССР. Сиб. отд-ние. Ин-т геологии и геофизики. - Новосибирск : Наука. Сиб. отд-ние, 1971 г. — 199 с.
- Кашменская О. В. Проблемы геоморфологии и четвертичной геологии Северной Азии : К IX конгрессу ИНКВА, Новая Зеландия, 1973 / Отв. ред. В. А. Николаев, О. В. Кашменская. - Новосибирск : Наука. Сиб. отд-ние, 1976 г. — 146 с.
- Кашменская О. В. Теория систем и геоморфология / О. В. Кашменская; Отв. ред. В. А. Николаев. - Новосибирск : Наука : Сиб. отд-ние АН СССР, 1980 г. — 120 с.
- Кашменская О. В. Рельеф Западно-Сибирской равнины / А. А. Земцов, Б. В. Мизеров, В. А. Николаев и др. Отв. ред. О. В. Кашменская. - Новосибирск : Наука : Сиб. отд-ние, 1988 г. — 189 с. — ISBN 5-02-028791-1
- Кашменская О. В. Концепция картографирования геоморфологических систем / О. В. Кашменская, З. М. Хворостова. - Новосибирск : ИГИГ, 1989 г. — 12 с.
- Кашменская О. В. Современный рельеф : Понятие, цели и методы изучения / О. В. Кашменская, В. А. Николаев, З. М. Хворостова и др. Отв. ред. О. В. Кашменская, Г. А. Чернов. - Новосибирск : Наука : Сиб. отд-ние АН СССР, 1989 г. — 154 с.
- Кашменская О. В. Берега морей и внутренних водоемов : Актуал. проблемы геологии, геоморфологии и динамики : [Монография] / Хабидов А. Ш., Кусковский В. С., Жиндарев Л. А. и др. Отв. ред. О. В. Кашменская; Рос. акад. наук. Сиб. отд-ние. Ин-т вод. и экол. проблем. - Новосибирск : Изд-во СО РАН : Науч.-изд. центр ОИГГМ, 1999 г. — 269 с. — ISBN 5-7692-0241-6

## Награды
- Орден Отечественной войны II степени (6.04.1985)
- Медаль «За победу над Германией в Великой Отечественной войне 1941—1945 гг.»
- Медаль «Ветеран труда»

### Премии
- Государственная премия СССР в области науки и техники (1978 — «за 15-томную монографию «История развития рельефа Сибири и Дальнего Востока» (1964—1976)»